# Сенси
Сенси (фр. Censy) насеље је и општина у источном делу централне Француске у региону Бургоња, у департману Јон која припада префектури Авалон.
По подацима из 2011. године у општини је живело 57 становника, а густина насељености је износила 11,73 становника/km². Општина се простире на површини од 4,86 km². Налази се на средњој надморској висини од 313 метара (максималној 309 m, а минималној 228 m).

## Демографија
| 1962. | 1968. | 1975. | 1982. | 1990. | 1999. | 2011. |
| ----- | ----- | ----- | ----- | ----- | ----- | ----- |
| 21    | 42    | 33    | 28    | 40    | 50    | 57    |

График промене броја становника у току последњих година